# Cephaloscyllium speccum
Cephaloscyllium speccum е вид пилозъба акула от семейство Scyliorhinidae.

## Разпространение и местообитание
Видът е разпространен в Западна Австралия.
Обитава океани, морета и рифове. Среща се на дълбочина от 150 до 455 m.

## Описание
На дължина достигат до 69,4 cm.